# Enrique Villalba
Enrique Villalba (2 gennaio 1955) è un ex calciatore paraguaiano, di ruolo attaccante.

## Carriera

### Club
Giocò nella massima serie paraguaiana, belga, messicana, colombiana e argentina.

### Nazionale
Con la nazionale paraguaiana vinse la Copa América 1979

## Palmarès

### Club

#### Competizioni nazionali
- Campionato paraguaiano: 3

Olimpia: 1975, 1978, 1979